# Zuku Sports
Zuku Sports – kanał sportowy nadający w Kenii poprzez satelitę NSS 12 57.0°E. Kanał jest autorskim kanałem platformy satelitarnej Zuku amazing

## Prawa telewizyjne[1]
- T-Mobile Ekstraklasa
- Ligue 1
- Priemjer-Liga
- Primera División
- Copa del Rey
- DFB-Pokal
- NFL
- NBA
- Liga ACB
- NCAA Basketball Championship
- Euroliga

## Kanały klubowe[2]
- MUTV – Manchester United
- Arsenal TV – Arsenal F.C.